# Karl und Magdalene Haberstock-Stiftung

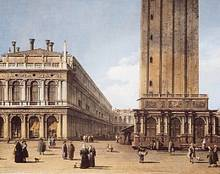
Giovanni Antonio Canaletto: Teilansicht der Piazza San Marco in Venedig, Öl auf Leinwand, um 1735 (zu sehen in der Karl und Magdalene Haberstock-Stiftung)

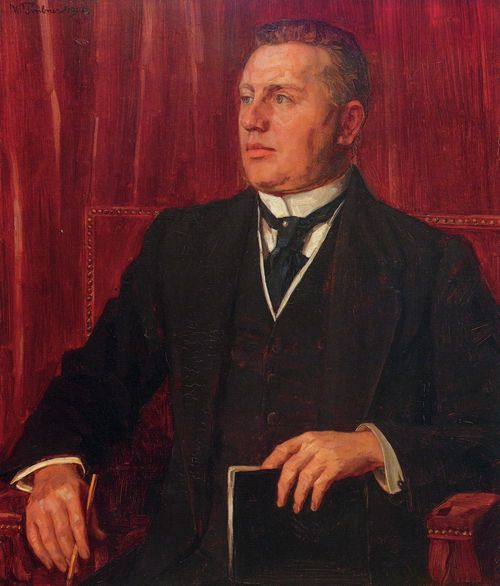
Karl Haberstock, Porträt von Wilhelm Trübner, 1914

Die Karl und Magdalene Haberstock-Stiftung, oft auch als Haberstock-Sammlung bezeichnet, ist eine Kunstsammlung im Schaezlerpalais in der Augsburger Altstadt, die Werke aus dem ehemaligen Privatbesitz des Münchner Kunsthändlers Karl Haberstock ausstellt.

## Geschichte
Nach dem Tod Karl Haberstocks 1956 integrierte seine Witwe Magdalene seine Kunstsammlung – wie von ihm in seinem Testament gewünscht – in die „Karl und Magdalene Haberstock-Stiftung zur Förderung von Wissenschaft, Erziehung und Volksbildung“, die seit dem 28. September 1957 unter Verwaltung der Stadt Augsburg steht.
Die Haberstock-Sammlung wurde neben anderen Städtischen Sammlungen im Schaezlerpalais untergebracht, das Ende des 20. und Anfang des 21. Jahrhunderts lange Zeit für eine Generalsanierung geschlossen war. Seit Februar 2006 können die Werke der Karl und Magdalene Haberstock-Stiftung wieder besichtigt werden.

## Trägerschaft
Die Werke der Haberstock-Sammlung sind formal Eigentum der „Karl und Magdalene Haberstock-Stiftung zur Förderung von Wissenschaft, Erziehung und Volksbildung“, die damit auch für Pflege und Unterhalt der Werke zuständig ist. Diese steht jedoch schon seit den 1950er-Jahren unter der Verwaltung der Stadt Augsburg, die damit de facto die Trägerschaft der Haberstock-Sammlung übernommen hat.

## Ausstellung
Die Sammlung von Karl Haberstock ist im Kontext der Deutschen Barockgalerie im zweiten Stockwerk des Schaezlerpalais ausgestellt und umfasst Werke von bedeutenden Barock-Malern. So sind Gemälde von Nicolaes Berchem, Canaletto, Anthonis van Dyck, Jacob Jordaens, Lucas Cranach dem Älteren, Giovanni Battista Tiepolo oder Paolo Veronese zu sehen.

## Lage
Die Karl und Magdalene Haberstock-Stiftung wurde nach der Renovierung und dem Umbau des Schaezlerpalais im zweiten Stock des Gebäudes untergebracht, den es sich mit der Graphischen Sammlung der Stadt Augsburg teilt. Der Zugang zur Ausstellung erfolgt über den gemeinsamen Eingang der Städtischen Kunstsammlungen im Erdgeschoss des Schaezlerpalais in der Maximilianstraße im Herzen der Augsburger Altstadt.
Aufgrund seiner zentralen Lage ist die Haberstock-Sammlung mit dem Auto wegen fehlender Parkmöglichkeiten schlecht zu erreichen, dafür ist das Museum über mehrere Straßenbahn- und Stadtbuslinien des öffentlichen Nahverkehrs gut angebunden.